# Christine Blasey Ford

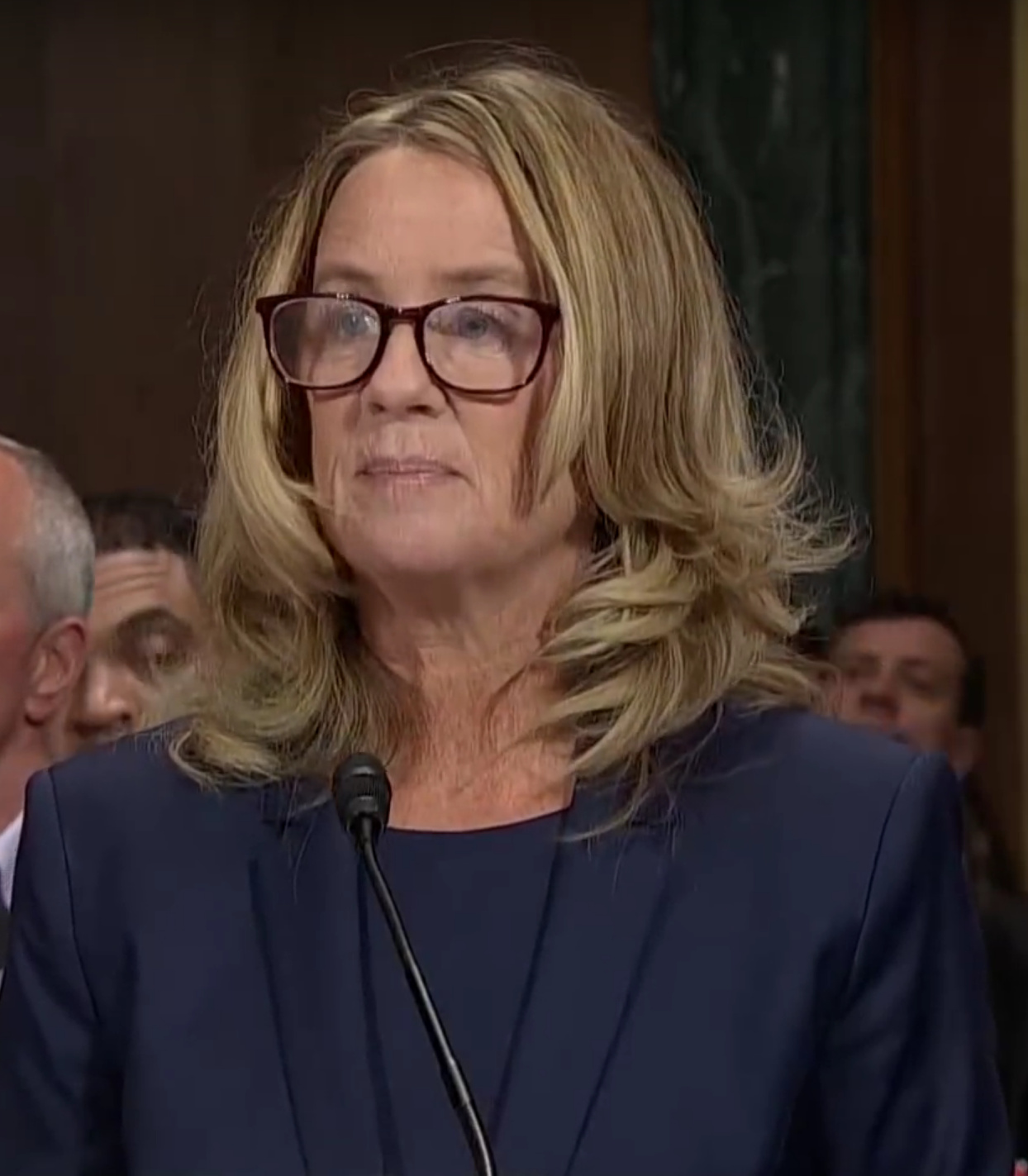
Christine Blasey Ford während ihrer Aussage vor dem Justizausschuss des US-Senats am 27. September 2018

Christine Margaret Blasey Ford (* November 1966) ist eine US-amerikanische Psychologin und Professorin an der Palo Alto University. Sie ist eine Biostatistikerin, die sich auf das Design und die biometrische Analyse von klinischen Studien und andere Formen der Bewertung von (therapeutischen) Eingriffen (Interventionsbewertung) spezialisiert hat. Neben ihrer Lehrtätigkeit arbeitet sie für verschiedene (Pharma-)Unternehmen.
Ford gab an, dass Brett Kavanaugh sie im Sommer 1982 sexuell missbraucht habe, und bestätigte dies am 27. September 2018 vor dem Justizausschuss des Senats. Kavanaugh war von Donald Trump als Nachfolger Anthony Kennedys für den Obersten Gerichtshof der Vereinigten Staaten nominiert worden.

## Leben
Christine Blasey Ford besuchte zunächst die Holton-Arms School – eine Privatschule ausschließlich für Mädchen – in Bethesda, Maryland. Sie schloss diese Schule im Jahre 1984 ab. Nach ihrem Schulabschluss studierte Ford von 1984 bis 1988 an der University of North Carolina at Chapel Hill Psychologie und machte dort ihren Bachelor of Arts. Von 1989 bis 1991 studierte sie an der Pepperdine University in Malibu und machte dort ihren Master of Arts in Klinischer Psychologie.
Von 1991 bis 1996 besuchte sie die University of Southern California, um dort Pädagogische Psychologie und Research Design (Forschungsdesign) zu studieren. An dieser Universität machte sie ihren Ph.D. Der Titel ihrer Doktorarbeit aus dem Jahre 1995 lautete: Measuring Young Children's Coping Responses to Interpersonal Conflict. („Messung der Bewältigungsstrategien von jungen Kindern bei interpersonellen Konflikten“). Im Anschluss lehrte sie zunächst als Visiting Professor an der Pepperdine University. Von 1998 bis 2004 arbeitete sie als Research Psychologist an der Stanford University, Abteilung für Kinderpsychiatrieforschung und zugleich (1998 bis 2002) als Psychologin am Children’s Health Council in Palo Alto. Von 2004 bis 2012 war sie Research Psychologist an der Stanford University – Abteilung für Psychiatry Research.
Neben ihrer Lehr- und Forschungstätigkeit war sie (teils zeitgleich) für verschiedene Unternehmen tätig, von 2006 bis 2012 als Leiterin der Abteilung für Statistik für Corcept Therapeutics, ein 1998 gegründetes Pharmaunternehmen in Menlo Park, Kalifornien. Von Anfang 2012 bis Ende 2013 war sie Beraterin (Consultant) für Titan Pharmaceuticals, Inc., ein 1992 gegründetes Pharmaunternehmen mit Sitz in San Francisco. Von Juli 2013 bis September 2013 war sie Beraterin (Consultant) für Brain Resource Company (BRC), ein 2000 gegründetes Unternehmen mit Sitz in San Francisco.

## Anschuldigung gegen Brett Kavanaugh
Ford belastete Brett Kavanaugh, den Kandidaten für den vakanten Sitz im Supreme Court of the United States, mit dem Vorwurf eines sexuellen Übergriffs, den sie als versuchte Vergewaltigung bezeichnete. Sie hatte ihre Anschuldigung gegen ihn zunächst in einem anonymen Schreiben an die Washington Post geschickt. Der Vorfall soll sich im Sommer des Jahres 1982 ereignet haben. Etwa zeitgleich sandte sie einen Brief gleichen Inhalts an die demokratische Kongressabgeordnete Anna Eshoo. Am 30. Juli 2018 ließ Ford via Büro von Anna Eshoo Senatorin Dianne Feinstein, Demokratische Partei, einen Brief zukommen, in dem sie den Vorfall nochmals (aus ihrer Sicht) beschrieb: Am 16. September gab Blasey Ford sich schließlich öffentlich zu erkennen und äußerte sich auch gegenüber der Presse zu dem Vorfall.
Nachdem sie ihre Identität bekanntgegeben hatte, identifizierte Ford den zweiten jungen Mann, der sich in dem Raum befunden hatte, in dem sich der Vorfall ereignet haben soll, als Mark Judge, seines Zeichens Autor. In einer E-Mail an den Justizausschuss des Senats ließ Mark Judge inzwischen erklären, er könne sich an den Vorfall nicht erinnern und gab an, dass er so ein Verhalten von Kavanaugh nicht kenne.
Nachdem sich Donald Trump tagelang danach positiv über seinen Kandidaten Kavanaugh, aber nicht über Ford geäußert hatte, bezweifelte er am 21. September in mehreren Tweets ihre Glaubwürdigkeit und löste damit einen Sturm der Entrüstung aus. Am 27. September 2018 stellte sich Ford der Befragung im Senat und bekräftigte ihre Vorwürfe.
Auf eine Frage des Senators Dick Durbin sagte Ford, sie sei zu „100 Prozent“ sicher, dass Brett Kavanaugh sie sexuell missbraucht habe. Während einer Wahlkampfveranstaltung am 3. Oktober verspottete Donald Trump die Zeugin und versuchte, die Anhörung zu parodieren.
Als Folge ihres Auftretens wurde Ford von mutmaßlichen Trump-Anhängern massiv bedroht und sah sich veranlasst, mehrmals den Wohnort zu wechseln.

## Privates
Ford lebt mit ihrem Ehemann Russell (Biddle) Ford, den sie im Jahre 2002 heiratete, und den beiden gemeinsamen Söhnen in Palo Alto, Kalifornien. Sie ist Mitglied der Demokratischen Partei.